# الجسر الخامس (الموصل)
الجسر الخامس هو جسر يقع في محافظة نينوى في العراق فوق نهر دجلة يربط بي الساحل الأيمن والساحل الأيسر لمدينة الموصل ، الجسر الخامس وهو أكبر وآخر جسر بني في مدينة الموصل ومن معالم الموصل العمرانية الكبيرة حيث بني في ثمانينات القرن العشرين يربط بين حيي المهندسين والشفاء، يبلغ طوله 1940 متر .
أثناء معركة الموصل في عام 2016 ، كانت جميع الجسور المؤدية إلى المدينة مفخخة بالمتفجرات من قبل داعش ، التي احتلت المدينة منذ يونيو 2014. تم تدمير الجسر بواسطة غارات التحالف الأمريكي في 3 نوفمبر 2016.

## إعادة تأهيل ألجسر
في تاريخ 25 أيار/مايو 2021 تم توقيع عقد من قبل دائرة الطرق والجسور في الموصل لاعادة تأهيل الجسر الخامس بتمويل من البنك الدولي وبمدة تنفيذ تبلغ 15 شهراً .